# 디 우소스
디 우소스(The Usos)는 (1985년 8월 22일 ~ )WWE 태그팀 활동을 하는 미국의 쌍둥이 형제 지미 우소(Jimmy Uso)와 제이 우소(Jey Uso)로 활동을 하고 있다. 2009년 프로레슬링을 입문했으며, 둘다 키가 187cm에다가 지미 우소(Jimmy Uso) 몸무게는 114kg 제이 우소(Jey Uso) 몸무게는 103kg이다. 피니쉬는 둘이서 사용하는 피니쉬는 더블 다이빙 스플래쉬, 더블 슈퍼킥으로 사용을 하거나 피니쉬는 사모안 스플래쉬(다이빙 스플래쉬)로 사용을 한다. 지미 우소(Jimmy Uso) 본명은 조나단 솔루파 파투(Jonathan Solofa Fatu)고 제이 우소(Jey Uso) 본명은 조슈아 사무엘 파투(Joshua Samuel Fatu)다. 2016년 9월 6일 진행되었던 스맥다운에서 아메리칸 알파와 태그팀 경기를 치르자 30초만에 어이없게 패배를 했는데 그러나 경기를 끝나고 악수를 나누다가 태그팀 아메리칸 알파를 잔인하게 폭행하고 채드 게이블의 왼쪽다리를 거의 못쓰게 만들어서 무려 5년만에 다시 악역으로 전환했다. 2017년 3월 21일 진행되었던 스맥다운에서 아메리칸 알파를 이기고 생애 첫 스맥다운 태그팀 챔피언십을 획득했고 7월 23일 진행되었던 WWE 배틀그라운드에서 더 뉴데이에게 경기를 내주고 챔피언십 벨트마저 잃게되었다. 그러나 10월 8일 진행되었던 헬 인 어 셀에서 뉴데이 상대로 승리를 하면서 챔피언십을 다시 되찾았고, 현재 악역이다.

## 수상
- FCW 플로리다 태그팀 챔피언 1회
- 태그팀 오프 더 이열 2014
- 랭크드 지미 넘버 25 오프 더 탑 500 싱글즈 레슬러 인 더 PWI 500 인 2014
- 랭크드 제이 넘버 26 오프 더 탑 500 싱글즈 레슬러 인 더 PWI 500 인 2014
- WWE 러 태그팀 챔피언 3회
- WWE 스맥다운 태그팀 챔피언 5회
- 슬래미 어워즈 2회
  - 태그팀 오프 더 이열 2014, 2015